# 山西南路

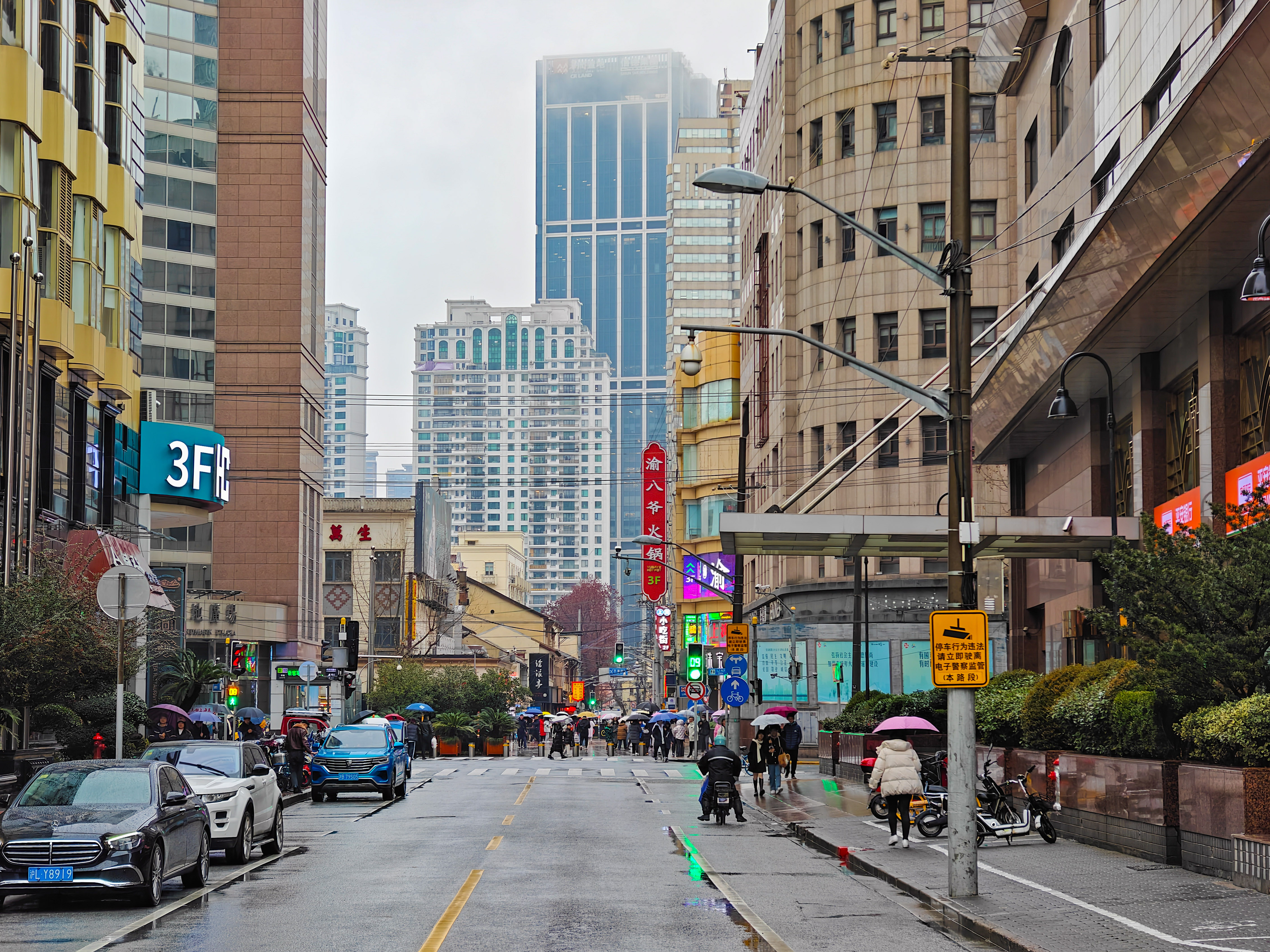
山西南路街景

山西南路是中華人民共和國上海市黄浦区一條南北走向道路，道路南起福州路，北至南苏州路，中与漢口路、九江路、南京东路、天津路、宁波路、北京东路相交。道路全长670米，宽6.4米至16.4米，其中车行道宽4.7米至8.5米。道路為沥青路面。道路於1850年后修建，並且分為老闸街、盐汤弄、兴酸街、源远街、昼锦里等道路。1943年更名為山西路，路名來自於山西省。1945年更名為山西南路。